# 郊区 (泉州市)
郊区（1985年5月14日—12月23日）是福建省泉州市的一个已不存在的市辖区。
1985年5月14日，国务院批准，晋江地区改设地级泉州市，原县级泉州市改设鲤城区和郊区；郊区管辖1个街道和8个乡、镇。同年12月23日，国务院取消郊区建置，其辖区转划鲤城区。在其存续期间，未成立相应的机构。